# 兰陵街道
兰陵街道，是中华人民共和国江苏省常州市天宁区下辖的一个乡镇级行政单位。

## 行政区划
兰陵街道下辖以下地区：
九洲新世界社区、乾盛兰庭社区、工人新村第一社区、工人新村第二社区、浦南小区社区、晋陵公馆社区、天安河滨社区、浦北新村社区、蒲前社区、国泰名都社区、茶山村、荡南村和复兴村。